# Heroes for Hope
Heroes for Hope: Starring the X-Men és un còmic de Marvel de 1985 dissenyat per donar a conèixer la fam a l'Àfrica. Els fons del còmic es van dirigir al Comitè Americà del Servei als Amics, per ajudar en el seu treball pal·liatiu contra la fam a Àfrica i per la recuperació. Publicat en forma de "còmic jam", el llibre presenta una selecció de les gran estrelles dels còmics, així com alguns autors notables de fora de la indústria del còmic, com Stephen King, George R. R. Martin i Edward Bryant. També hi va participar Alan Moore, a la seva única participació a Marvel Comics a part del seu primer treball a Marvel UK.
Heroes for Hope va comptar amb alguns equips d'escriptors, dibuixants i entintadors memorables, inclosos Stan Lee i John Buscema ; Stephen King i Bernie Wrightson ; Alan Moore i Richard Corben; Harlan Ellison, Frank Miller i Bill Sienkiewicz; Mike Baron i Steve Rude, Howard Chaykin, entintat per Walt Simonson; i John Byrne i Terry Austin reunint-se en una historia dels X-Men.

## Producció
Heroes for Hope es va produir en resposta a la fam devastadora (1983-85) a Etiòpia. El concepte va ser en l'esperit de campanyes benèfiques musicals contemporànies com les cançons "Do They Know It's Christmas?", "We Are the World (USA for Africa)", i els concerts de Live Aid. El director (editor-in-chief) de Marvel Comics Jim Shooter va descriure la gènesi del projecte d'aquesta manera:
Una nit, fa uns mesos, l'artista Jim Starlin em va trucar a casa per proposar una idea que el seu amic i company Bernie Wrightson li havia suggerit: que Marvel Comics publiqués un número especial de The X-Men, un llibre benefic per a la lluita contra la fam a l'Àfrica. Jim i Berni volien fer el llibre com una "melmelada", amb molts artistes i escriptors aportant, que ens permetrien reunir un petit exèrcit de talents destacats en el projecte, convertint-lo en un autèntic esdeveniment. Vaig pensar que era una gran idea. L'endemà al matí ho vaig exposar a l'editor Mike Hobson i al president Jim Galton. Els va agradar. Van estar d'acord que si els creadors donaven el seu treball, Marvel podria donar tots els beneficis del llibre a una organització de caritat apropiada. A més intentarien trobar recolzament d'altres instàncies pel projecte. Així van començar. Jim i Berni van reclutar els artistes. Chris Claremont... ràpidament es va oferir per reclutar escriptors i per ajudar Ann Nocenti... a coordinar tot el projecte. A més dels contribuents que donen el seu treball al projecte, també ho van fer el dissenyador de logotip Janet Jackson i el personal de producció de Marvel; mentre que Curtis Company i tots els distribuïdors del mercat directe i les botigues de còmics especialitzades van donar els seus guanys.

## Argument
El còmic comença amb Rachel Summers cridant a l'entrada de la mansió dels X-Men. La resta de l'equip va a veure el que succeïx i troba que la mansió s'ha transportat d'alguna manera al mig d'un desert estèril. Kitty Pryde està a l'exterior, on ha sortit a recollir el correu.
Nightcrawler es teleporta on està ella, però es teleporta ràpidament de tornada amb un crit d'horror similar al de Rachel. Wolverine és l'únic que pot arribar fins ella, que està intentant salvar al carter. Ell clava les seves urpes al carter per destruir la visió, tornant-la a la realitat. Els X-Men tracten de tornar a la normalitat, però tot comença a anar malament. Un a un són atacats pels seus grans temors subconscients, excepte Rogue, que es pregunta per què.
Gràcies als poders de Rachel, els X-Men rastregen la presència psíquica que els ha estat assetjant fins al continent africà. Volen amb el Blakbird a la font, on es troben amb horribles escenes de falta d'aliments. Aviat hi arriba una flota de avions, plens de subministraments, que X-Men ajuden a distribuir.
A la nit, Rogue decideix perseguir l'entitat i roba els poders dels seus companys mentre dormen esgotats, excepte a Storm, que havia perdut els poders poc abans. Utilitzant els poders psíquics de Rachel Summers, Rogue troba al seu enemic en un refugi del desert. En entrar a la cripta, Rogue és atacada per l'avatar del ésser psíquic. Storm la troba i tracta d'ajudar-la, però l'entitat posseeix els cos de Rogue. Un a un, els X-Men desperten dels seus comes induïts pel poder de Rogue, provocant que aquesta perdi els seus poders. Rachel aconsegueix alliberar-la. El grup dubta si han obtingut una victòria. Storm els explica que l'entitat s'alimentava de la misèria però no la crea i considera que no és una entitat maligna a la que puguin derrotar.
Els X-Men tornen al campament base, on reprenen l'enorme tasca d'alimentar als refugiats famèlics, consoltant-se en continuar esforçant-se en ser sempre els millors possible, amb esperança.

## Col·laboradors
Heroes for Hope presentava una història de Chris Claremont, Ann Nocenti, Bernie Wrightson, Jim Starlin i Jim Shooter. Els directors (editors) van ser Nocenti i Claremont; assistits per Pat Blevins i Terry Kavanagh. La portada era d'Arthur Adams i tenia una il·lustració a la contraportada de Starlin. El disseny del logotip el va fer Janet Jackson.
| Pàgina | Escriptor       | Llapis           | Entintat         | Retolista       | Colorista         |
| ------ | --------------- | ---------------- | ---------------- | --------------- | ----------------- |
| 1-2    | Stan Lee        | John Romita Jr.  | Al Gordon        | Tom Orzechowski | Daina Graziunas   |
| 3-4    | Stan Lee        | John Buscema     | Klaus Janson     | Tom Orzechowski | Marie Severin     |
| 5      | Ed Bryant       | Brent Anderson   | Joe Sinnott      | Phil Felix      | Bob Sharen        |
| 6-8    | Louise Simonson | John Byrne       | Terry Austin     | Mike Higgins    | Petra Scotese     |
| 9      | Ed Bryant       | Brent Anderson   | Dan Green        | Phil Felix      | Bob Sharen        |
| 10-12  | Stephen King    | Bernie Wrightson | Jeff Jones       | Tom Orzechowski | Christie Scheele  |
| 13-14  | Bill Mantlo     | Charlie Vess     | Jon J Muth       | Janice Chiang   | Christie Scheele  |
| 15     | Ed Bryant       | Brent Anderson   | Tom Palmer       | Phil Felix      | Bob Sharen        |
| 16-18  | Alan Moore      | Richard Corben   | Richard Corben   | Jim Novak       | Michele Wrightson |
| 19-21  | Ann Nocenti     | Mike Kaluta      | Al Milgrom       | Lois Buhalis    | Glynis Oliver     |
| 22-24  | Harlan Ellison  | Frank Miller     | Bill Sienkiewicz | John Workman    | Christie Scheele  |
| 25-26  | Chris Claremont | Brian Bolland    | Craig Russell    | Lois Buhalis    | Glynis Oliver     |
| 27-28  | Jo Duffy        | John Bolton      | John Bolton      | Ron Zalme       | John Bolton       |
| 29-30  | Mike Baron      | Steve Rude       | Carl Potts       | Diana Albers    | Marie Severin     |
| 31-32  | Dennis O'Neil   | Bret Blevins     | Al Williamson    | Janice Chiang   | Daina Graziunas   |
| 33-35  | George Martin   | Herb Trimpe      | Sal Buscema      | John Costanza   | Glynis Oliver     |
| 36-37  | Bruce Jones     | Gray Morrow      | Gray Morrow      | Joe Rosen       | Ann Nocenti       |
| 38-39  | Steve Englehart | Paul Gulacy      | Bob Layton       | Ron Zalme       | George Roussos    |
| 40-41  | Jim Shooter     | Alan Weiss       | Joe Rubinstein   | John Morelli    | Christie Scheele  |
| 42-44  | Mike Grell      | Jackson Guice    | Steve Leialoha   | Rick Parker     | George Roussos    |
| 45-48  | Archie Goodwin  | Howard Chaykin   | Walt Simonson    | Ken Bruzenak    | Leslie Zahler     |

## Premis
Els productors de Heroes for Hope, Jim Starlin i Bernie Wrightson, van rebre el Bob Clampett Humanitarian Award de 1986 pel seu treball en el còmic-book.